# Палата Министарства шума и руда и Министарства пољопривреде и вода
Палата Министарства шумарства и рударства и Министарства пољопривреде и водoпривреде, у улици Кнеза Милоша бр. 24 – 26 у Београду данашња је зграда Министарства спољних послова Републике Србије. Убраја се у антологијска остварења београдске међуратне академске архитектуре. У време када је подизана, била је једна од највећих престоничких грађевина која је својом величином и изгледом требало да репрезентује државу и њене интересе.

## Архитектура
Конкурс за израду планова за нову палату Министарства шума и руда завршен је 31. децембра 1921, градња је предвиђена на месту „Старе Шиваре” у улици Милоша Великог, у вези са новопројектованом зградом Министарства пољопривреде и вода. Конкурс је био општејугословенски и "прва смотра" наших архитеката после рата. Прва награда од 30.000 динара једногласно је додељена техничком предузећу „Архитект“ које су водили Милан Секулић (пројектант тадашње зграде Политике), Драгиша Брашован и М. Петровић - Обућина.
Године 1923. почиње да се зида по плановима архитектонског бироа „Архитект“, под руководством еминентних аутора, архитекте Драгише Брашована  и архитекте Николе Несторовића. Како је будући изглед објекта био инспирасан традиционалним српско – византијским стилом, на иницијативу Министарства грађевинe одустаје се од даље градње како се не би нарушило успостављено стилско јединство амбијента. Даље пројектовање преузима један од најзначјнијих представника академског стила код нас, архитекта руског порекла Николај Петрович Краснов.
Задржавши непромењену основу, израдио је нове нацрте фасада и планове раскошног ентеријера и целокупне опреме. Све до краја градње архитекта Краснов се у сачуваним плановима појављује као једини аутор овог, просторно најобухватнијег архитектонског остварења, у свом целокупном стваралачком опусу.
Монументална зграда налази се на раскршћу прометних саобраћајница кнеза Милоша и Немањине улице. Одликује је изразита динамичност фасада на којима преовлађује богатство архитектонске пластике. Посебан допринос ликовности фасаде допринела су дела истакнутих вајара Петра Палавичинија , Драгомира Арамбашића и Живојина Лукића. Рељефи и слободна скулптура (мушка и женска), симбол су делатности везаних за одређена министарства која су била смештена у овој згради. Куполом доминирају алегоријске фигуре Шумарства и Жетелица, док су Рударство, Сточарство, Виноградарство као и многе друге, композиционо уклопљене на осталим деловима објекта.
Палата Министарства шумарства и рударства и Министарства пољопривреде и водoпривреде је утврђена за културно добро.